# Авл Атілій Серран
Авл Аті́лій Серра́н (лат. Aulus Atilius Serranus; ? — після 170 до н.е.) — політичний та військовий діяч Римської республіки, консул 170 року до н. е.

## Життєпис
Походив з впливового плебейського роду Атіліїв. Син Гая Атілія Серрана, претора 218 року до н. е. У 193 році до н.е. став еділом, а у 173 році до н. е. міським претором. У 172 році до н. е. очолював переправу військ з Брундізія до Греції під час Третьої Македонської війни. Після цього був у війську тогорічного консула Гая Попілія Лената. У 171 році до н. е. як посланець відбув до Греції. Його завданням було зміцнення проримських союзників та визначення можливих ворогів.
У 170 році до н. е. його обрали консулом разом з Авлом Гостілієм Манціном. Мав намір узяти участь у війні проти Персея Македонського, але за жеребом право на цю війну отримав Манцін. Про подальшу долю Авла Атілія відомостей немає.